# Dariusz Popiela
Dariusz Popiela, född den 27 juli 1985 i Kraków, Polen, är en polsk kanotist.
Han tog VM-silver i K-1 lag i slalom 2013 i Prag.